# 田襄子
田盘（？—？），春秋时期齐国的相。谥襄，又称田襄子。田常之子，田白之父。
田常死后，田盘代立，继续担任齐宣公國相。齐宣公三年，韩、赵、魏（三晋）共滅智伯，并瓜分其地。此时，田盘派其兄弟宗族担任齐国各重要城邑的大夫，并与三晋互通使节，使田氏几乎拥有整个齐国。田襄子为相时是田氏夺权的重要一步。他死后，其子田白代立，继续為齐宣公之相。